# Ommatius docimus
Ommatius docimus är en tvåvingeart som beskrevs av H. Oldroyd 1972. Ommatius docimus ingår i släktet Ommatius och familjen rovflugor. Inga underarter finns listade i Catalogue of Life.